# Joshua’s Shoarma Grill
A Joshua’s Shoarma Grill é uma cadeia Portuguesa de restaurantes de fast food com inspiração na gastronomia israelita e do Médio Oriente. Foi fundada por Joshua e Janette Mor, com origem israelita e sul-africana, respectivamente.

## História
A história desta cadeia de restaurante começa na década de 1980, quando o casal Joshua e Janette Mor decide morar na vila de Cascais, Portugal, devido ao seu clima favorável. No ano de 1990, no centro de Cascais, num pequeno espaço, abriram o primeiro restaurante em Portugal com gastronomia israelita e do Médio Oriente. Devido à novidade, este restaurante atraiu cidadãos cascaenses e de outras partes do país que queriam experimentar comida da gastronomia do Médio Oriente.
Meses mais tarde, em 1991, abriu o primeiro centro comercial em Portugal, o Cascais Shopping, tal facto marcou o início da expansão do negócio, pois nesse espaço comercial abriu o 2.º restaurante da família.
Com a expansão do número de centros comerciais em Portugal, o número de restaurantes da Joshua’s Shoarma Grill também foi expandindo, estando presente por todo Portugal Continental com 34 lojas.